# Jüdischer Friedhof (Oberursel)

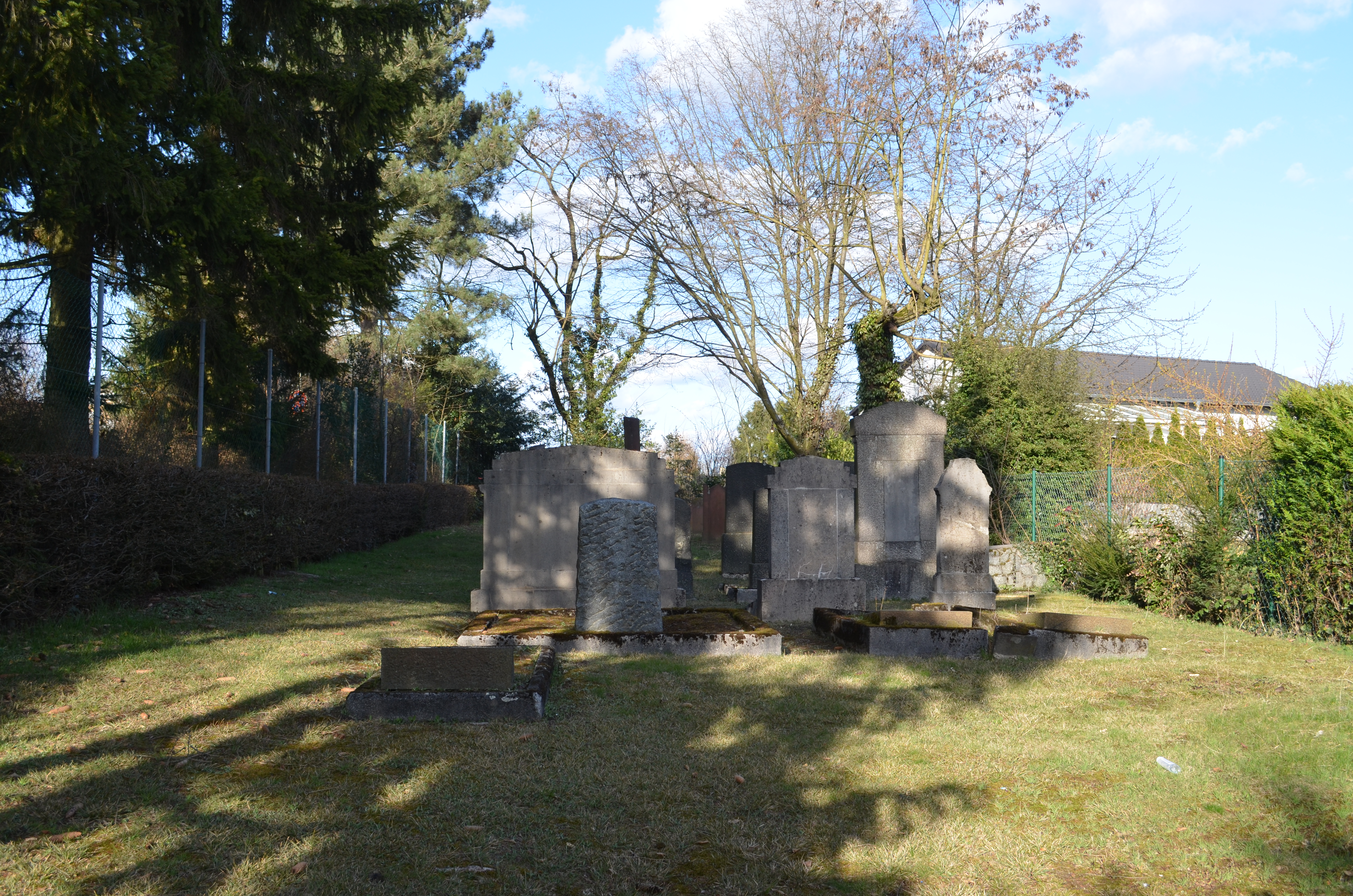
Jüdischer Friedhof in Oberursel

Der Jüdische Friedhof Oberursel ist ein jüdischer Friedhof in Oberursel (Taunus) im hessischen Hochtaunuskreis. Er befindet sich an der Altkönigstraße beim Hallenbad und ist ein geschütztes Kulturdenkmal.

## Geschichte
Die Toten der jüdischen Gemeinde Oberursel wurden zunächst auf dem alten jüdischen Friedhof in Homburg beigesetzt, der bereits im 17. Jahrhundert bestand. Die letzte Beisetzung soll dort um 1790 stattgefunden haben. Danach erfolgten Bestattungen auf dem jüdischen Friedhof in Seulberg. Im Jahr 1862 wurde in Oberursel ein eigener jüdischer Friedhof angelegt und noch in diesem Jahr erstmals belegt. Die Anlage erfolgte in der Flur "Auf dem Bacheller". Bis in die NS-Zeit – bis zur gewaltsamen Auflösung der jüdischen Gemeinde Oberursel – war er Begräbnisstätte der verstorbenen Oberurseler Juden. Erhalten sind 40 Grabsteine. Der Zustand ist überwiegend wenig verwittert und stehend.